# Sudeti Orientali

Carta topografica dei Sudeti. I Sudeti Orientali sono colorati in verde.

I Sudeti Orientali (in polacco Sudety Wschodnie, in lingua ceca: Východní Sudety o Jesenická oblast; in tedesco: Ostsudeten) sono la porzione orientale dei monti Sudeti, situati nella zona di confine tra la Repubblica Ceca e la Polonia.
La maggior parte dei Sudeti Orientali si trova nella Repubblica Ceca, con una piccola parte (737 km²) in Polonia. La massima elevazione viene raggiunta nella Repubblica Ceca con i 1491 metri del monte Praděd nei Hrubý Jeseník, mentre in Polonia la vetta più alta si trova nei Monti Śnieżnik a 1425 m s.l.m.
Si estendono dal Passo Kłodzka, attraverso la Valle di Kłodzko, poi lungo il fiume Nysa Kłodzka a ovest, fino alla Valle e Porta Morava a est, in direzione dei Carpazi Occidentali esterni. Górna Nysa è un confine naturale che separa i Sudeti Orientali dai Sudeti Centrali.

## Suddivisione
I Sudeti Orientali comprendono i seguenti gruppi montuosi:
- Monti Dorati (polacco: Góry Złote; ceco: Rychlebské hory)
- Hrubý Jeseník (Alti Monti dei Frassini)
- Nízký Jeseník (polacco: Niski Jesionik, Bassi Monti dei Frassini)
- Monti Opawskie (in polacco Góry Opawskie, in lingua ceca Zlatohorská vrchovina) (altopiano di Zlatohorská)
- Monti Śnieżnik (polacco: Masyw Śnieżnika; ceco: Králický Sněžník)
- Hanušovická vrchovina (altopiani di Hanušovice)
- Mohelnická brázda (depressione di Mohelnice)
- Zábřežská vrchovina (altopiano di Zábřeh)

## Struttura geologica
La tipologia delle rocce dei Sudeti orientali è la stessa del blocco dei Sudeti e della zona della Slesia-Moravia.
Partendo da ovest, la struttura geologica dei Sudeti Orientali inizia con la linea di sovrapposizione Ramzov sul lato ceco del confine. Prosegue in direzione sud-ovest a nord-est nei pressi della cittadina di Staré Město pod Landštejnem. Le rocce metamorfiche sono databili dal Proterozoico al Carbonifero inferiore, le rocce ignee risalgono al Carbonifero, le rocce sedimentarie tra la fine del Carbonifero e il Quaternario, i basalti vulcanici sono del Terziario.